# 阿什蘭 (密西西比州傑佛遜縣)
阿什蘭（英語：Ashland）是位於美國密西西比州傑佛遜縣的鬼鎮。

## 地理
阿什蘭所處的海拔為高於海平面22米（即72英呎），而該地所採用的時區為UTC-6，即北美中部時區（CST）。同時該地設有夏令時間，為UTC-6調快一小時，即UTC-5（CDT）。